# Walter Clopton Wingfield
Major Walter Clopton Wingfield MVO (16 de outubro de 1833 – 18 de abril de 1912) foi um inventor e oficial britânico de origem galesa, oficial que foi um dos pioneiros do lawn tennis. Indicado ao International Tennis Hall of Fame em 1997, como o fundador do Moderno Lawn Tennis, como um exemplo de equipamento original para o esporte um busto dele pode ser visto no Wimbledon Lawn Tennis Museum.